# Rudasenywa
Rudasenywa är ett periodiskt vattendrag i Burundi.   Det ligger i provinsen Cankuzo, i den nordöstra delen av landet, 130 kilometer öster om huvudstaden Bujumbura.
I omgivningarna runt Rudasenywa växer huvudsakligen savannskog. Runt Rudasenywa är det ganska tätbefolkat, med 93 invånare per kvadratkilometer.